# Мурлян, Захар Николаевич
Мурлян Захар Николаевич (4 сентября 1895, Висунск, Херсонская губерния — 1 ноября 1957, Кривой Рог, Днепропетровская область) — российский военный, советский железнодорожник. Участник гражданской войны на Украине, командир конников Висунской республики.

## Биография
Родился 4 сентября 1895 года в посаде Висунск Херсонского уезда.
В 1917 году окончил Житомирскую школу прапорщиков. Участник Первой мировой войны в составе 409-го стрелкового полка 101-й стрелковой дивизии Российской императорской армии. Прапорщик, георгиевский кавалер.
В 1918 году — командир отряда Красной гвардии на Николаевщине. В 1918—1919 годах боролся против интервентов в составе 1-го Херсонского красного полка.
В августе 1919 года — член подпольной группы в посаде Висунск Херсонского уезда по подготовке восстания против деникинцев. После провозглашения Висунской партизанской республики назначен командиром конницы, участвовал во всех крупных операциях повстанцев. В декабре 1919 года вёл бой с деникинцами на станции Долгинцево. Попал в плен, выжил после расстрела. Затем глава Висунского волостного исполкома.
В 1921—1941 годах работал в паровозном депо в городе Кривой Рог.
Участник Великой Отечественной войны в составе паровозной бригады, старший машинист колонны № 33 паровозов особого резерва Народного комиссариата путей сообщения. В 1944—1946 годах — старший машинист паровоза депо станции Долгинцево.
Оставил мемуары о событиях гражданской войны.
Умер 1 ноября 1957 года в Кривом Роге.

## Награды
- Орден Красной Звезды (11.06.1945)[1];
- Почётный железнодорожник[1].